# Gilded Stars and Zealous Hearts
Gilded Stars and Zealous Hearts (с англ. — «Позолоченные звезды и пылкие сердца») — третий студийный альбом американской инди-рок группы Velocity Girl, изданный 12 марта 1996 года лейблом Sub Pop.

## Отзывы
| Оценки критиков                            | Оценки критиков |
| Источник                                   | Оценка          |
| ------------------------------------------ | --------------- |
| AllMusic                                   | [ 1 ]           |
| The Encyclopedia of Popular Music          | [ 5 ]           |
| MusicHound Rock: The Essential Album Guide | [ 6 ]           |

Альбом получил смешанные отзывы. Джек Рабид Хьюи из AllMusic отметил, что «Третья пластинка этого прекрасного квинтета из Вашингтона стала разочарованием. Звук не слишком блестящий, не скучный, не занудный. Он просто слишком совершенен, слишком обтекаем, слишком чист, превращая многообещающую инди-группу в просто очередную поп-группу, как и миллион других безликих. Давние достоинства группы, её скромность, любовь к поп-ремеслу, дружелюбный характер — все это здесь, и Gilded Stars должен быть прекрасной работой, но ему не хватает прежней остроты. „Gilded Stars“ и „Same Old City“ должны быть мировыми лидерами, но вместо этого они — уныние, направляющееся в лёгкое слушательское забвение. То, что эти песни ожили вживую, недавно, указывает на ограниченную работу продюсеров».
Trouser Press назвал Gilded Stars and Zealous Hearts «невдохновенным альбомом относительно прямолинейной мейнстримовой поп-музыки». Entertainment Weekly написал, что группа «предлагает несколько энергичных, запоминающихся мелодий с радостными струнными гитарами за гармониями мальчика и девочки». MTV посчитал альбом полным «радиоувлекательных панк-поп-песен с лёгкими мелодиями и большим количеством хуков, в сочетании с умными, разборчивыми текстами, которые, если и не всегда глубоки, то все же умудряются избегать поп-клише». CMJ New Music Monthly написал, что Velocity Girl «убедительно доказывают, что они пишут связные, умные поп-песни, которые продолжают звучать так, как будто они были записаны в чьём-то подвале (хотя и с отличным оборудованием)».

## Список композиций
1. «Gilded Stars» (3:22)
2. «Nothing» (2:46)
3. «Just Like That» (2:34)
4. «Same Old City» (3:49)
5. «Go Coastal» (3:18)
6. «Lose Something» (2:23)
7. «It’s Not For You» (3:00)
8. «Zealous Heart» (3:14)
9. «The Only Ones» (3:04)
10. «Finest Hour» (2:56)
11. «Blue In Spite» (2:37)
12. «Formula 1 Throwaway» (3:31)
13. «For The Record» (2:40)
14. «One Word» (3:36)